# Janikowo
Janikowo (deutsch Amsee) ist eine Stadt im Powiat Inowrocławski der Woiwodschaft Kujawien-Pommern in Polen. Sie ist Sitz der gleichnamigen Stadt-und-Land-Gemeinde mit etwa 13.300 Einwohnern.

## Geographie
Janikowo liegt etwa 40 Kilometer südlich von Bydgoszcz (Bromberg) und 45 Kilometer südwestlich von Toruń (Thorn). Die westliche Grenze der Stadt bildet der Jezioro Pakoskie.

## Geschichte
Die erste urkundliche Erwähnung des Ortes stammt aus dem 15. Jahrhundert.
Bei der Zweiten Teilung Polens kam der Ort unter preußische Herrschaft. Zwischen 1872 und 1873 wurde die Eisenbahnstrecke von Posen nach Bydgoszcz erbaut und eine Haltestelle namens Amsee eingerichtet, 1875 wurde eine Zuckerfabrik gebaut. Als nach der Jahrhundertwende Janikowo eine selbständige Gemeinde wurde (vorher gehörte es zu Kołuda Mała), erhielt es auch offiziell den deutschen Namen Amsee.
Nach dem Ersten Weltkrieg wurde Janikowo 1918 Teil der Zweiten Polnischen Republik. Im Zweiten Weltkrieg war die Stadt 1939–45 von der Wehrmacht besetzt. Nach Gründung der Volksrepublik Polen wurde 1953 ein Natron-Kombinat (kombinat sodowy) errichtet, was für die Entwicklung der Siedlung von großer Bedeutung war. Aufgrund der stark gewachsenen Einwohnerzahl erhielt Janikowo 1962 das Stadtrecht.

## Einwohnerentwicklung
Zwischen  1880 und 1882 lebten im Dorf etwa 56 Menschen. Im Jahr 1962 hatte der Ort etwa 4300 Einwohner.

## Gemeinde
Zur Stadt-und-Land-Gemeinde (gmina miejsko-wiejska) Janikowo gehören die Stadt selbst und zehn Dörfer mit Schulzenämtern (sołectwa). Die Gemeinde hat eine Fläche von 92,3 km².

## Wirtschaft und Infrastruktur

### Verkehr
Westlich des Jezioro Pakoskie befindet sich die Woiwodschaftsstraße 255, welche von Strzelno nach Pakość führt. Die Autostrada A2 verläuft etwa 60 Kilometer südlich von Janikowo.
Die Stadt verfügt über eine eigene Bahnstation an der Bahnstrecke Poznań–Toruń. Damit gibt es Direktverbindungen u. a. nach Toruń und Gniezno.
Der nächste internationale Flughafen ist der Ignacy-Jan-Paderewski-Flughafen Bydgoszcz, der etwa 40 Kilometer nördlich liegt.

### Ansässige Unternehmen
Das mit Abstand bedeutendste Unternehmen Janikowos ist das Chemieunternehmen Soda Polska Janikowo SA.

### Bildung
In Janikowo gibt es eine Grundschule (szkoła podstawowa) sowie eine Mittelschule (gimnazjum).